# Río Tallija
Río Tallija är ett vattendrag i Bolivia.   Det ligger i departementet Cochabamba, i den centrala delen av landet, 230 km nordväst om huvudstaden Sucre.
Omgivningen kring Río Tallija består i huvudsak av gräsmarker. Området är glesbefolkat, med 20 invånare per kvadratkilometer.